# Miquel Morera i Darbra
Miquel Morera i Darbra   (Sarrià, 26 d'abril de 1920 - 5 de desembre de 2024) fou un combatent de la Guerra Civil espanyola, voluntari als setze anys a la Columna Macià-Companys, al front d'Aragó, on va incorporar-s'hi com ajudant del seu pare armer. Va lluitar en la batalla de Terol, on va conèixer Francesc Boix, i a la batalla de Valsequillo amb la 22a Divisió. El 2023 va ser commemorat pel Govern de Catalunya amb la Creu de Sant Jordi.

## Biografia
Estant a Benassal es va salvar de les bombes dels Stuka en entaforar-se a sota del llit de ferro de la sagristia, fet que el va protegir dels enderrocs fins que el van rescatar els companys amb el somier clavat a la cara.
El final de la guerra el va agafar a Requena. Després de caminar durant onze dies amb el seu pare esmunyint-se entre les files enemigues, la Brigada Político-Social els va venir buscar l'endemà d'arribar a casa i els va dur, després de ser interrogats i torturats, a la presó Model de Barcelona, on s'hi va estar vuit mesos abans de ser traslladat als camps de concentració d'Horta i de Reus, on va romandre dos anys. Va sortir-ne per a fer el servei militar que aleshores era de quatre anys i mig per als combatents de la Lleva del Biberó.
Més endavant, es va dedicar professionalment a la metal·listeria enfocada a l'estampació i l'encunyació, fabricant complements per a sabates, cinturons i bijuteria. Va ser delegat de premsa de l'Agrupació de Supervivents de la Lleva del Biberó-41. La història de Morera està recollida al Banc Audiovisual de Testimonis del Memorial Democràtic de la Generalitat de Catalunya. El 5 de juliol de 2023, la Generalitat de Catalunya li va atorgar la distinció de la Creu de Sant Jordi.

## Obra publicada
- Un noi al front. Una joventut trencada (1936-1945).  Calafell: Llibres de Matrícula, 2010. ISBN 978-84-937111-2-2.[8]